# Olympische Winterspiele 2026/Skibergsteigen/Qualifikation
Dieser Artikel beschreibt die Qualifikation für die Olympischen Winterspiele 2026 im Skibergsteigen.

## Qualifizierte Nationen
| Nation                         | Männer | Frauen | Mixed | Quotenplätze |
| ------------------------------ | ------ | ------ | ----- | ------------ |
| Australien                     | 1      | 1      | X     | 2            |
| Belgien                        | 1      | 0      |       | 1            |
| China                          | 1      | 1      | X     | 2            |
| Deutschland                    | 1      | 2      | X     | 3            |
| Frankreich                     | 2      | 2      | X     | 4            |
| Individuelle Neutrale Athleten | 1      | 0      |       | 1            |
| Italien                        | 1      | 2      | X     | 3            |
| Österreich                     | 1      | 1      | X     | 2            |
| Schweiz                        | 2      | 2      | X     | 4            |
| Spanien                        | 2      | 2      | X     | 4            |
| Gesamt: 10 NOKs                | 13     | 13     | 8     | 26           |

## Qualifikationssystem
Insgesamt stehen im Skibergsteigen 36 Quotenplätze zur Verfügung. Pro NOK dürfen maximal 4 Athleten (2 pro Geschlecht) teilnehmen. 

### Qualifikation
Ausschlaggebend für die Verteilung der Quotenplätze sind hauptsächlich die Olympische Mixed-Staffel Rangliste sowie die Olympische Sprint Rangliste, welche auf den Ergebnissen des Weltcups der International Ski Mountaineering Federation sowie der Weltmeisterschaft 2025 basieren. Folgende Wettkämpfe werden berücksichtigt 
| Wettkampf                               | Olympische Mixed-Staffel Rangliste | Olympische Sprint Rangliste |
| --------------------------------------- | ---------------------------------- | --------------------------- |
| ISMF Weltcup Courchevel                 | Nein                               | Ja                          |
| ISMF Weltcup Shahdag                    | Nein                               | Ja                          |
| ISMF Weltcup Arinsal – La Massana       | Ja                                 | Nein                        |
| ISMF Weltcup Boi Taull                  | Ja                                 | Ja                          |
| ISMF Weltcup Bormio MiCo2026 Test Event | Ja                                 | Ja                          |
| Weltmeisterschaft 2025                  | Ja                                 | Ja                          |
| ISMF Weltcup Schladming                 | Nein                               | Ja                          |
| ISMF Weltcup Val Martello               | Ja                                 | Nein                        |
| ISMF Weltcup Villars-sur-Ollon          | Ja                                 | Ja                          |
| ISMF Weltcup Tromsø                     | Nein                               | Ja                          |

### Vergabe

#### Gastgeber
Italien erhält als Gastgebernation pro Geschlecht einen Quotenplatz.

#### Weltmeisterschaft Mixed-Staffel
Bei der Weltmeisterschaft 2025 erhielten die zwei besten Mixed-Staffeln jeweils einen Quotenplatz pro Geschlecht.

#### Kontinentale Quotenplätze
Jedes am besten platzierte NOK eines Kontinents (Afrika, Asien, Ozeanien, Europa, Amerika), das noch nicht qualifiziert ist erhält einen Quotenplatz pro Geschlecht.

#### Olympische Mixed-Staffel Rangliste
Aus der Olympischen Mixed-Staffel Rangliste erhält jedes NOK, das bereits einen Quotenplatz erhalten hat, sowohl eine männliche als auch eine weibliche Quote, bis zwölf NOKs aufgeführt sind.

#### ISMF Weltmeisterschaften 2025 – Sprint
Die beiden besten männlichen und weiblichen Athleten der einzelnen Sprintrennen erhalten eine Quote für ihr NOK. Wenn das NOK bereits zwei Quotenplätze in beiden Geschlechtern überschreitet, wird der Quotenplatz an das nächste NOK im jeweiligen Rennen weitergegeben.

#### Olympische Sprint Rangliste
Die letzten vier Männer- und Frauenquotenplätze gehen an die höchstplatzierten NOKs der Olympischen Sprint Rangliste, vorausgesetzt, dass kein NOK zwei Quotenplätze pro Geschlecht überschreitet.

## Qualifikationsübersicht
| Wettkampf                            | Wettkampf                            | Wettkampf                            | Plätze                               | Nation                               | Nation                               |
| Qualifikation über die Mixed-Staffel | Qualifikation über die Mixed-Staffel | Qualifikation über die Mixed-Staffel | Qualifikation über die Mixed-Staffel | Qualifikation über die Mixed-Staffel | Qualifikation über die Mixed-Staffel |
| ------------------------------------ | ------------------------------------ | ------------------------------------ | ------------------------------------ | ------------------------------------ | ------------------------------------ |
| Gastgebernation                      | Gastgebernation                      | Gastgebernation                      | 1                                    | Italien                              | Italien                              |
| Weltmeisterschaft 2025               | Weltmeisterschaft 2025               | Weltmeisterschaft 2025               | 2                                    | Frankreich                           | Frankreich                           |
| Weltmeisterschaft 2025               | Weltmeisterschaft 2025               | Weltmeisterschaft 2025               | 2                                    | Spanien                              |                                      |
| Olympische Mixed-Staffel Rangliste   | Kontinentale Quotenplätze            | Afrika                               | 0                                    | —                                    | —                                    |
| Olympische Mixed-Staffel Rangliste   | Kontinentale Quotenplätze            | Amerika                              | 1                                    |                                      |                                      |
| Olympische Mixed-Staffel Rangliste   | Kontinentale Quotenplätze            | Asien                                | 1                                    | China                                | China                                |
| Olympische Mixed-Staffel Rangliste   | Kontinentale Quotenplätze            | Ozeanien                             | 1                                    | Australien                           | Australien                           |
| Olympische Mixed-Staffel Rangliste   | Übrige Quotenplätze                  | Übrige Quotenplätze                  | 6                                    | Schweiz                              | Schweiz                              |
| Olympische Mixed-Staffel Rangliste   | Übrige Quotenplätze                  | Übrige Quotenplätze                  | 6                                    | Österreich                           |                                      |
| Olympische Mixed-Staffel Rangliste   | Übrige Quotenplätze                  | Übrige Quotenplätze                  | 6                                    | Deutschland                          |                                      |
| Olympische Mixed-Staffel Rangliste   | Übrige Quotenplätze                  | Übrige Quotenplätze                  | 6                                    |                                      |                                      |
| Olympische Mixed-Staffel Rangliste   | Übrige Quotenplätze                  | Übrige Quotenplätze                  | 6                                    |                                      |                                      |
| Olympische Mixed-Staffel Rangliste   | Übrige Quotenplätze                  | Übrige Quotenplätze                  | 6                                    |                                      |                                      |
| Gesamt                               | Gesamt                               | Gesamt                               | 12                                   |                                      |                                      |
| Qualifikation über den Sprint        | Qualifikation über den Sprint        | Qualifikation über den Sprint        | Qualifikation über den Sprint        | Männer                               | Frauen                               |
| Weltmeisterschaft 2025               | Weltmeisterschaft 2025               | Weltmeisterschaft 2025               | 2                                    | Spanien                              | Schweiz                              |
| Weltmeisterschaft 2025               | Weltmeisterschaft 2025               | Weltmeisterschaft 2025               | 2                                    | Frankreich                           | Frankreich                           |
| Olympische Sprint Rangliste          | Olympische Sprint Rangliste          | Olympische Sprint Rangliste          | 4                                    | Schweiz                              | Spanien                              |
| Olympische Sprint Rangliste          | Olympische Sprint Rangliste          | Olympische Sprint Rangliste          | 4                                    | Belgien                              | Italien                              |
| Olympische Sprint Rangliste          | Olympische Sprint Rangliste          | Olympische Sprint Rangliste          | 4                                    | Individuelle Neutrale Athleten       | Deutschland                          |
| Olympische Sprint Rangliste          | Olympische Sprint Rangliste          | Olympische Sprint Rangliste          | 4                                    |                                      |                                      |
| Gesamt                               | Gesamt                               | Gesamt                               | 6                                    | 6                                    | 6                                    |
| Gesamt                               | Gesamt                               | Gesamt                               | 18                                   |                                      |                                      |